# زرع المهبل
زرع المهبل هو إجراء تجريبي حيث يتم زرع المهبل من متبرعة إلى امرأة لديها تهتك في نسيج المهبل (بمعنى أن المهبل لم يتكون بشكل صحيح أثناء الولادة) أو مهبل تضرر من قبل المرض. على الرغم من أنه لم يتم تجربة عملية الزرع إلا على عدد قليل من النساء.

## خلفية عن عملية زرع المهبل
عدم تخلق مولري (بالإنجليزية: Müllerian agenesis) أو متلازمة ماير روكيتانسكي كوستر هاوزر (بالإنجليزية: Mayer-Rokitansky-Küster-Hauser syndrome) هي متلازمة نادرة تسبب خلل أو عدم تخليق بعض أجزاء من الجهاز التناسلي الأنثوي لدى المريضة مع الحفاظ على مستوى الهرمونات الأنثوية ثابتًا وطبيعيًا. وهي حالة طبية نادرة. قد يكون الخلل جزئيا، أو لم يتكون على الإطلاق. يتم علاج الحالة عادة من قبل الجراحة الترميمية. أولا يتم إنشاء الفراغ للمهبل جراحيا. ثم يتم تجميع الأنسجة من جزء آخر من الجسم، على شكل المهبل، ويتم حشو تلك الأنسجة في تجويف المهبل. هذه التقنية لديها عيوب كبيرة. عادة، الأنسجة المزروعة لا تعمل بشكل طبيعي ك عضلة، والتي يمكن أن تؤدي إلى قلة المتعة عند الجماع. بالإضافة إلى ذلك، يمكن أن يحدث تضييق للتجويف مع مرور الوقت.. وهناك بديل للجراحة الترميمية التقليدية وهو الزرع.

## تقنية المانحين
في عدد قليل من الحالات، تلقت امرأة تعاني من تهتك أنسجة المهبل عملية زرع مهبل ناجحه تبرعت بها والدتها.. ويعتقد أن أول حالة من هذا القبيل وقعت في عام 1970، مع عدم وجود أي علامات على الرفض بعد ثلاث سنوات. في حالة واحدة على الأقل، كانت المرأة التي تلقت مثل هذا الزرع قادرة على الحمل والولادة. في عام 1981، تلقت فتاة تبلغ من العمر 12 عاما والتي كانت تعاني من مشكلة في مهبلها إلى عملية زرع جدار مهبلي من والدتها. أصبحت نشطة جنسيا بعد سبع سنوات، دون وقوع حادث. في سن 24، قالت الفتاة انها تتصور أن تلد طفلا على المدى البعيد. وقد ولد لها طفل بالفعل عن طريق العملية القيصرية.

## تقنية مزروعة
في نيسان / أبريل 2014، أفاد فريق من العلماء بقيادة أ نتوني أتالا أنهم نجحوا في زرع مهبل مزروع في أربع نساء في سن المراهقة مع حالة طبية نادرة تسمى متلازمة ماير-روكيتانسكي-كوستر-هاوزر التي تتسبب في تطور المهبل بشكل غير صحيح. بين 1 من كل 1500 و1 من كل 4000 من الإناث يولدون مع هذا الشرط.
بدأ المرضى الأربعة العلاج بين مايو 2005 وأغسطس 2008. في كل حالة، بدأ فريق البحث الطبي عن طريق أخذ عينة صغيرة من أنسجة الأعضاء التناسلية من الفرج في سن المراهقة. اُستخدمت العينة كبذرة لزراعة نسيج إضافي في المختبر الذي تم وضعه في شكل مهبلي وقابل للتحلل. وضعت خلايا بطانة المهبل في داخل الأنبوب، في حين تم ربط خلايا العضلات إلى الخارج. بعد خمسة إلى ستة أسابيع في وقت لاحق، تم زرع الهيكل في المرضى، حيث استمرت الأنسجة في النمو وتواصلت مع الدورة الدموية للفتيات وغيرها من النظم الجسدية. وبعد حوالي ثماني سنوات، أبلغ جميع المرضى الأربعة عن مستويات وظيفية ومتعة عادية أثناء الاتصال الجنسي وفقا لاستبيان مؤشر الوظيفة الجنسية للإناث، وهو أداة تقرير ذاتي مصدق عليه. لم يتم الإبلاغ عن نتائج سلبية أو مضاعفات.
في اثنين من النساء الأربع، تم إرفاق المهبل ب الرحم، مما يجعل الحمل ممكنا. غير أنه لم يبلغ عن حالات حمل خلال فترة الدراسة. وقال مارتن بيرتشال، الذي يعمل في هندسة الأنسجة، لكنه لم يشارك في الدراسة، «تناول بعض من أهم الأسئلة التي تواجه ترجمة تقنيات هندسة الأنسجة» وشرح التعليق الذي نشرته دائرة الصحة الوطنية (نهس) دراسة «دليلا هاما على المفهوم»، وقال أنه أظهر أن هندسة الأنسجة «قدرا كبيرا من الإمكانات». مع ذلك، حذرت وزارة الصحة الوطنية أيضا أن حجم العينة كان صغيرا جدا، وكان من الضروري إجراء مزيد من البحوث لتحديد الجدوى العامة من هذه التقنية.
ويمكن أيضا أن تستخدم تقنية زرع المختبر المستخدمة على النساء اللواتي يحتاجن إلى جراحة ترميمية بسبب السرطان أو أي مرض آخر بمجرد اكتمال هذه التقنية. مع ذلك، ستحتاج العملية إلى إجراء المزيد من الدراسات وتقنيات أكثر تطورا قبل أن يبدأ الإنتاج التجاري لها.